# Bataille des ponts
Guerre du Golfe
Batailles
- Bataille des ponts
- Prise du palais Dasman
- Bataille de l'île de Failaka
- Vol British Airways 149

- Opération Bouclier du désert
- Opération Artimon
- Busiris
- Salamandre
- Tempête du désert
- Daguet
- Bataille d'Ad-Dawrah
- Bataille de Khafji
- Bataille au large de Bubiyan
- Bataille de Hafar Al-Batin
- Highway of Death
- Bataille de 73 Easting
- Medina Ridge
- Aérodrome de Jalibah
- Bataille de Norfolk

- Aérodrome de Safwan
- Bataille de Rumaila

La bataille des ponts, également connue sous le nom de bataille de Jal Atraf est livrée le 2 août 1990 entre les forces irakiennes et koweïtiennes pendant la guerre du Golfe.
À 4 h 30 le 2 août, la 35e brigade blindée koweïtienne reçoit l'ordre d'arrêter en urgence la progression des colonnes de la garde républicaine irakienne dans la ville d'Al Jahra, à l'ouest de Koweït City. À 6 h 0, un bataillon koweïtien de 35 chars FV4201 Chieftain (un 36e est tombé en panne lors du départ), ainsi qu'une compagnie de BMP-2 et une batterie de sept obusiers automoteurs M109A2 de 155 mm, principalement composés de bidounes, sont déployés près de la ville.
La force blindée de la brigade est composée du 7e bataillon disposant de 25 chars, dans trois compagnies de sous-effectif, et du 8e bataillon qui avait juste une compagnie de dix chars. Le 7e bataillon qui était en tête s’est déployé dans des positions alignées, près d’un cimetière, entre la ville d’Al Jahra et la crête de Mutlaa. Une autoroute à six voies descendait de la crête en diagonale jusqu'à Al Jahra, puis reliait une rocade. Il y avait un poste de police à côté de la route sur la crête et l'on envoya un véhicule de reconnaissance à cet endroit. Il a rapporté qu'une colonne d'Irakiens avançant sur la route était la 1re division blindée Hammourabi de la garde républicaine irakienne. Alors que les Irakiens atteignaient la rocade à 6 h 45, le 7e bataillon ouvrit le feu à une distance de 1 500 m.
Les colonnes irakiennes sont prises en embuscade par les forces koweïtiennes qui parviennent à ralentir leur progression. Toutefois, alors que la 2e division blindée al-Medinah al-Munawera menace de les encercler, les Koweïtiens battent en retraite en Arabie saoudite, manquant de munitions et de logistique et franchissent la frontière en Arabie saoudite à 16 h 30 alors qu'elle a perdu deux chars durant ce combat,.
Le dernier des trente-six chars Chieftain déployés continue de se battre jusque dans l'après-midi du 4 août.